# 芳香族氨基酸

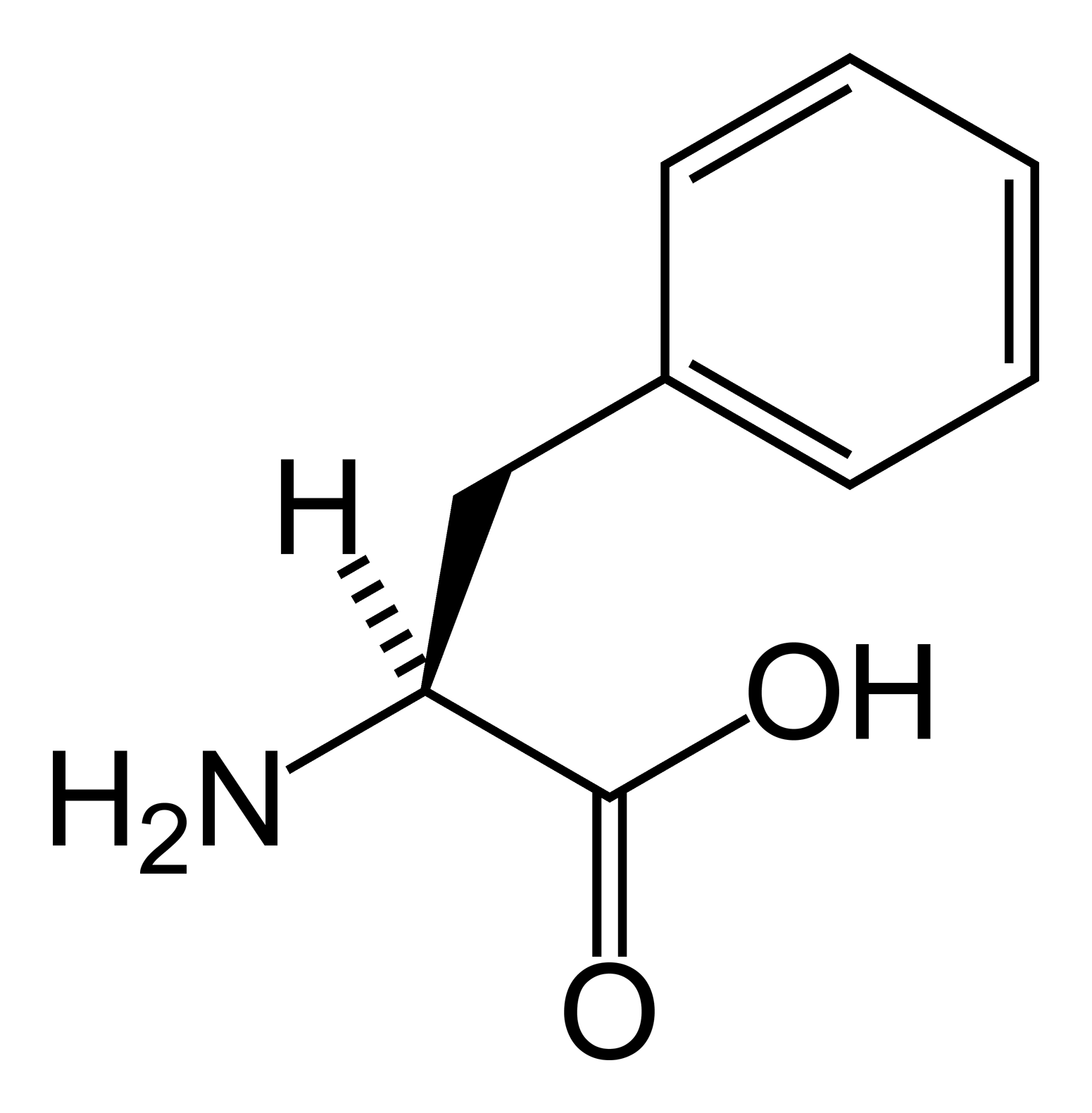
苯丙氨酸

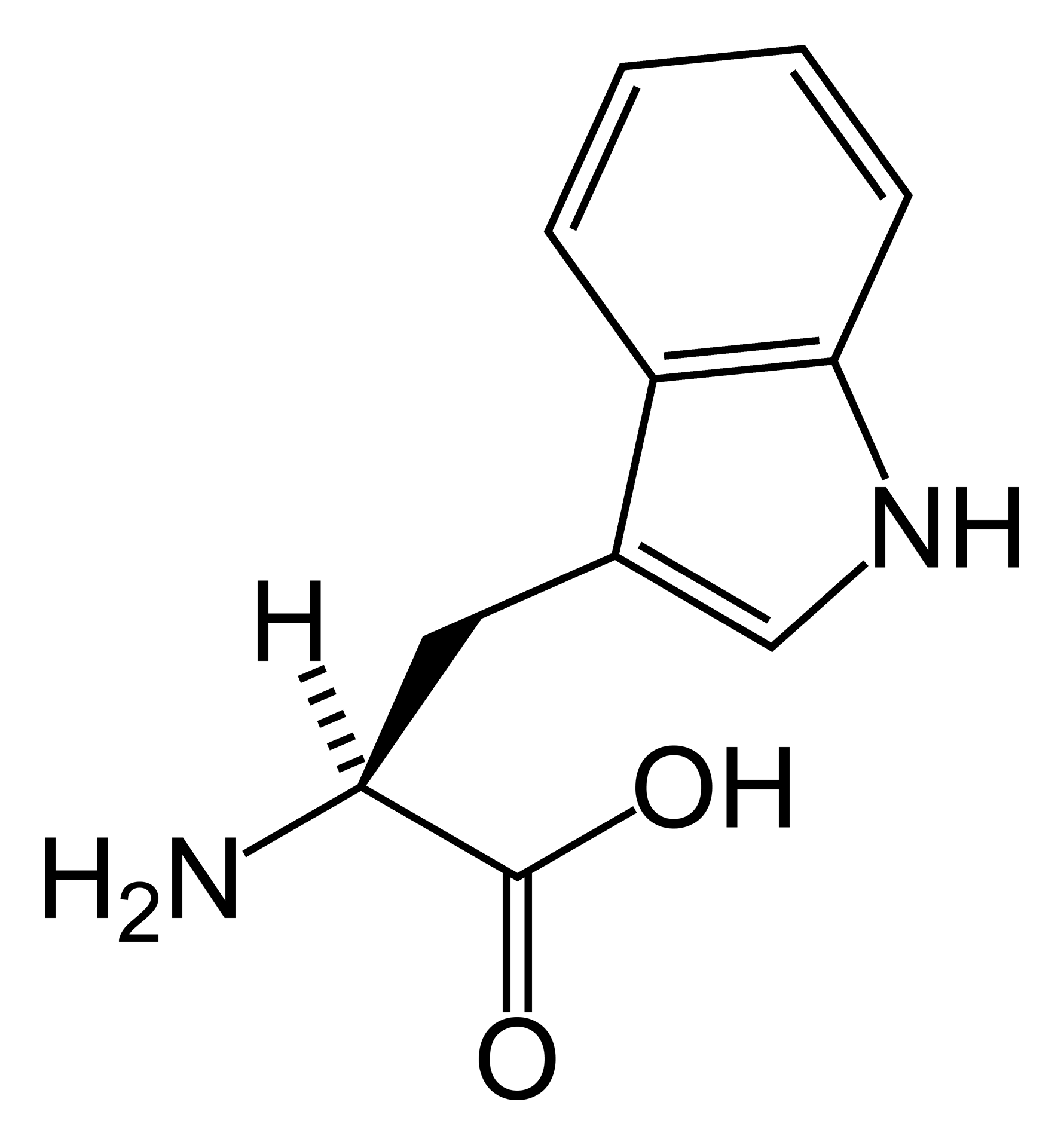
色氨酸

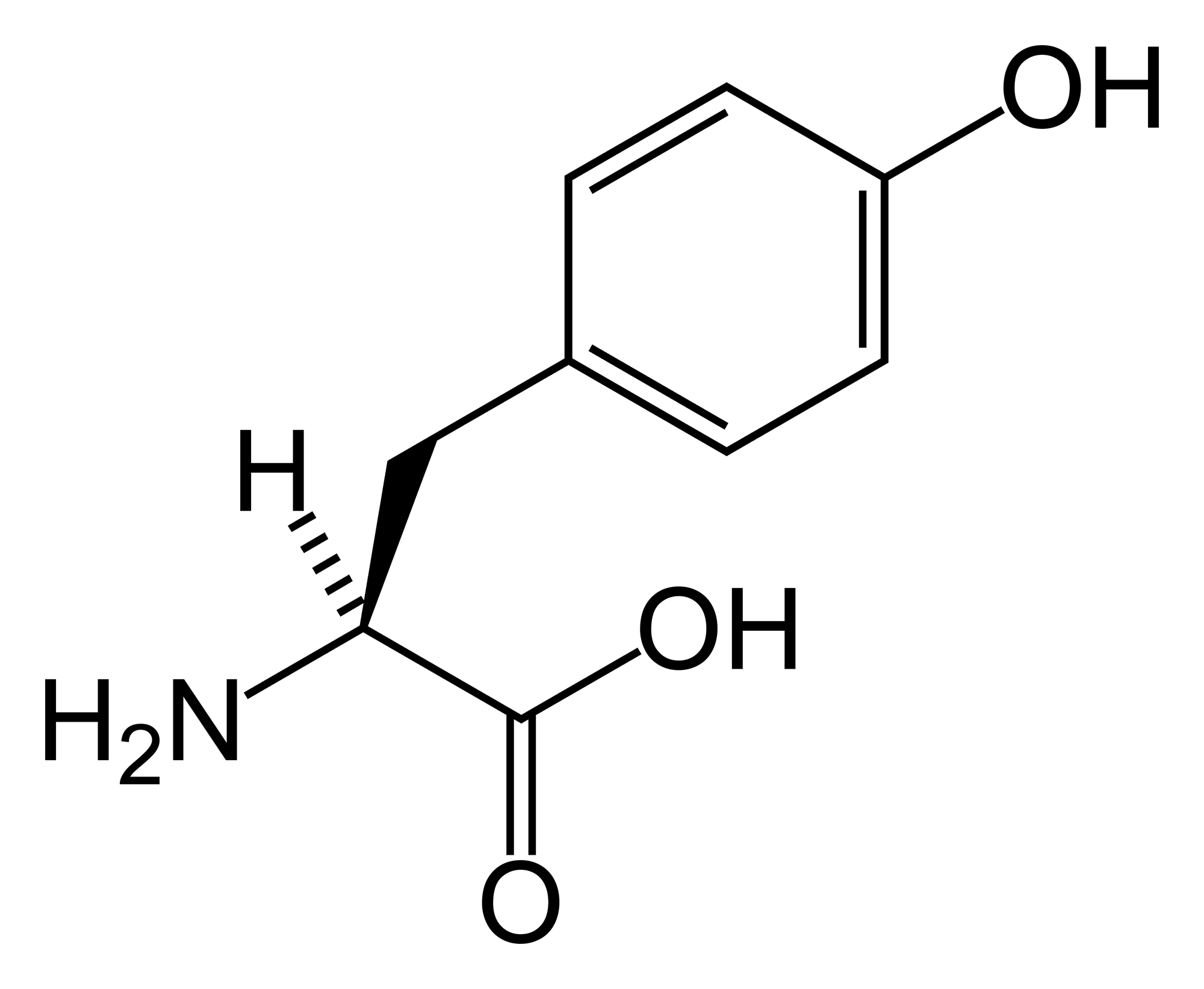
酪氨酸

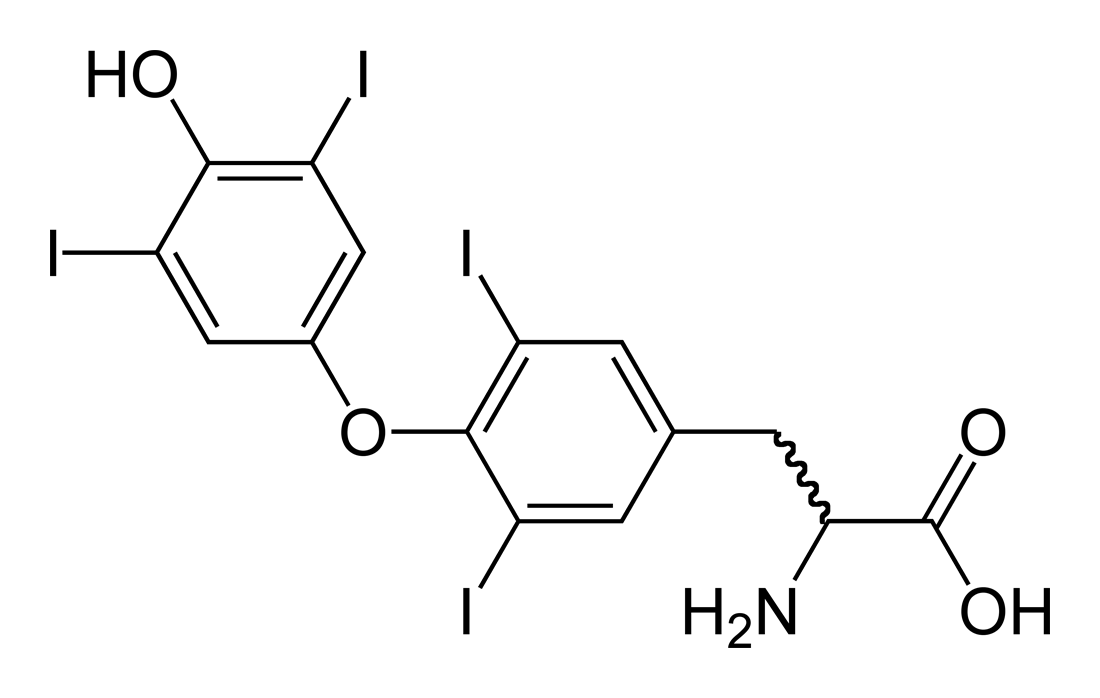
甲状腺素

芳香族氨基酸（英語：Aromatic amino acids）是包含芳香环的氨基酸。
例子有：
- 20种标准氨基酸中：苯丙氨酸，色氨酸和酪氨酸
- 其他：甲状腺素